# Novel·la d'escacs
Novel·la d'escacs és la novel·la més famosa de Stefan Zweig. Escrita el 1942, va aparèixer pòstumament després del suïcidi de l'autor. Ha estat adaptada al cinema en dues ocasions i ha inspirat diversos artistes amb el tema de l'obsessió malaltissa associada als escacs.

## Argument
Un home desconegut és capaç de vèncer sense esforç el campió d'escacs durant un viatge en vaixell. Un dels passatgers, intrigat, vol saber més de la seva història. Aquest li narra el seu passat i com va ser empresonat per la Gestapo i aïllat durant molt de temps en una cel·la. Per distreure's, jugava partides d'escacs mentalment a partir d'un llibre sobre el joc que va poder ocultar, de manera que va esdevenir-ne un autèntic expert. Quan una jugada de la vida real no quadra amb el seu esquema, però, pateix una crisi nerviosa i mostra com d'afectat ha quedat després del captiveri. Llavors afirma que no jugarà mai més.

## Anàlisi
La novel·la és una crítica dels mètodes del nazisme de tortura de sospitosos, que incloïen tècniques per a la desfeta psicològica i no solament càstigs físics. El protagonista embogeix per la solitud i al seu cap juga partides on simultàniament adopta el paper de les negres i les blanques i imagina en cada cas totes les jugades possibles. Aquest treball mental el salva mentre està a la presó però el fa emmalaltir després, per l'excessiva pressió. De manera que s'esdevé un joc de miralls: el presoner escapa dels nazis jugant però acaba presoner del propi joc.
Zweig aborda el tema de la salut mental en diverses de les seves obres. En aquest cas, el passatger pateix una neurosi produïda pel trastorn per estrès posttraumàtic provocat pel seu contacte amb els nazis, règim que el mateix autor va patir per les seves arrels jueves. Igual que el nazisme suposa la dissolució definitiva de la cultura centroeuropea que plasma als seus llibres sempre amb nostàlgia, l'embogiment del protagonista anul·la la seva cultura i personalitat prèvies. Aquesta anul·lació té lloc paradoxalment a través d'un joc basat en el pensament, com són els escacs.